# Jan Łukasiewicz
Jan Łukasiewicz [jan wukaˈɕɛvitʃ] (Leopoli, 21 dicembre 1878 – Dublino, 13 febbraio 1956) è stato un filosofo e logico polacco esponente della Scuola logico-filosofica di Leopoli-Varsavia.

## Biografia
I suoi lavori principali sono centrati sulla logica matematica. In questo campo introdusse importanti novità nella logica proposizionale, nel principio di non contraddizione e nel principio del terzo escluso.
È conosciuto anche per l'invenzione di una notazione senza l'uso di parentesi ma basata sulla posizione degli operatori, la notazione polacca, utilizzata nelle espressioni algebriche soprattutto in ambito informatico.